# Traudl Well

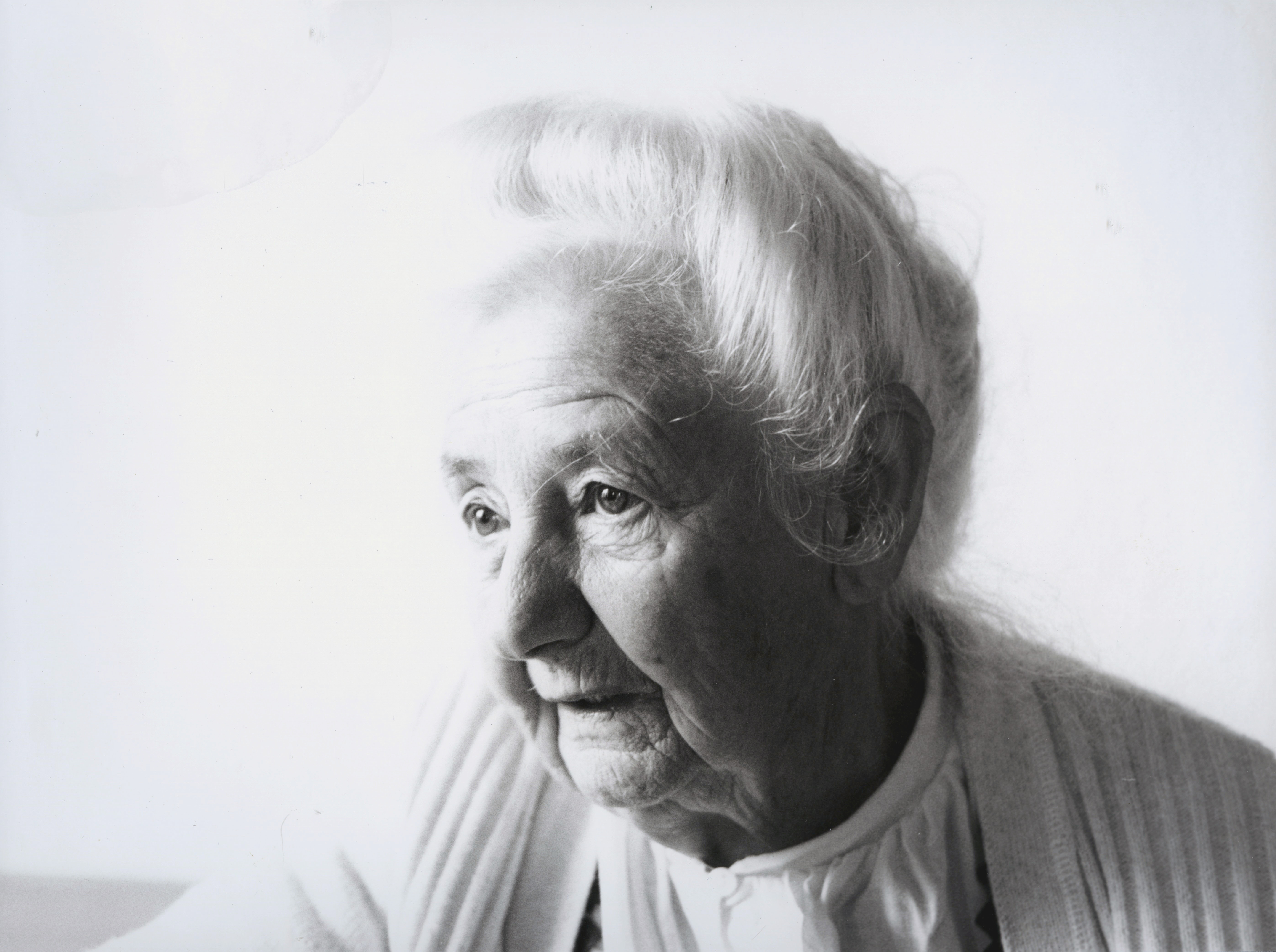
Gertraud Well im Jahr 1999

Traudl Well (eigentlich Gertraud Well, Geburtsname Gertraud Effinger; * 19. November 1919 in Schiltberg; † 16. Januar 2015 in Günzlhofen) war eine deutsche Volksmusikerin und 15-fache Mutter, deren Kinder als Vorreiter der neuen Volksmusik in Bayern bekannt wurden.

## Leben
Traudl Well war die Tochter von Lorenz Effinger, der  Bader in Schiltberg war. Gerne hätte sie Medizin studiert, doch erlaubten es die finanziellen Verhältnisse nicht. Sie wurde Arzthelferin, schon im Alter von 14 Jahren arbeitete sie bei einer Arztfamilie in Hilgertshausen, bei der sie auch im Haushalt half.
Sie heiratete Hermann Well (1913–1996), einen Lehrer. Mit ihrem Mann lebte sie von 1949 bis 1954 in Willprechtszell, zeitweilig in Sielenbach, und ab 1956 in Günzlhofen. Das Paar  wurde durch seine Kinder bekannt: Stofferl, Michael und Hans Well bildeten die Biermösl Blosn. Die Töchter zogen bald nach und  wurden unter dem Namen Wellküren wie ihre Brüder weit über die Grenzen Bayerns bekannt. Traudl und Hermann Well zogen ihre 15 Kinder in finanziell engen Verhältnissen auf. Für Lebensmittel hatte sie 340 Mark im Monat zur Verfügung, abzüglich der Mietkosten. Schon früh förderte sie die musikalische Ausbildung der Kinder und übte Musikstücke ein, mit denen die Familie auftrat. Ihr Mann übte mit den Kindern das Singen, sie lehrte sie, Flöte zu spielen.
Traudl Well lernte im Alter von  40 Jahren das Zitherspiel  und als 55-Jährige Harfe, um mit auf der Bühne stehen zu können. 2005 nahm sie mit ihrem  Sohn Hans für den Bayerischen Rundfunk einige Zither-Stücke auf. 2007 porträtierte das Magazin Vogue Traudl Well in einem ausführlichen Bericht. Auftritte hatte sie noch mit mehr als 90 Jahren. So wirkte sie 2012 mit ihren Söhnen und Töchtern beim Hausmusikabend Fein sein, beinander bleiben unter der Regie von Franz Wittenbrink in den Münchner Kammerspielen mit.
An der Volkshochschule in Olching gab Traudl Well  bis ins 90. Lebensjahr Kurse im Herstellen von Klosterarbeiten aus Wachs. Die Anleitungen gab sie anschließend weiter zu Hause.
Traudl Well konnte noch ihren 95. Geburtstag feiern. Ihren letzten Auftritt hatte sie am vierten Adventssonntag 2014 in der vollbesetzten Wallfahrtskirche Herrgottsruh bei Friedberg, in der vier Generationen der Familie Well das Krippenspiel aufführten.
Sie hinterließ 15 Kinder, 36 Enkelkinder und 31 Urenkel.

## Ehrungen
Traudl Well erhielt 2006 „für ihren Einsatz bei der Pflege der Volksmusik und Volkskultur“ das Bundesverdienstkreuz.
Zu ihrem 90. Geburtstag verlieh die Gemeinde Oberschweinbach Traudl Well die Ehrenbürgerwürde. Ausgezeichnet wurde sie
für ihren Einsatz „zur Erhaltung des ländlichen Brauchtums und für ihren Beitrag zur Bereicherung des kulturellen Dorflebens“.
2009 nahm Traudl Well stellvertretend für ihre Familie den Tobi-Reiser-Preis entgegen, den die „Freunde des Salzburger Adventsingens“ verleihen. Ausgezeichnet wurde die Familie für ihre „ausgeprägten musikalischen Traditionen“, die eine „generationsübergreifende Vermittlung und Weiterentwicklung für einen zeitgemäßen Umgang mit Traditionen“ ermöglichten.